# Albert Batteux
Albert Batteux (Reims, 1919. július 2. – Meylan, 2003. február 28.) francia labdarúgó-középpályás, edző.
A francia válogatott szövetségi kapitányaként részt vett az 1958-as labdarúgó-világbajnokságon és az 1960-as labdarúgó-Európa-bajnokságon, utóbbi történelmének első győztes szövetségi kapitánya lett.